# Wereld Smurfendag
Wereld Smurfendag wordt sinds 2011 jaarlijks georganiseerd op of rond 25 juni.
De Smurfen zijn een Belgische stripreeks- en animatiefranchise, bedacht door Peyo in 1958. Op zaterdag 25 juni 2011 - zijn verjaardag - werd de aankomende CGI-/live-actionfilm De Smurfen gevierd. Sindsdien wordt elk jaar op een zaterdag die het dichtst bij 25 juni ligt Wereld Smurfendag gevierd.